# Brodarica
Brodarica är en ort i Kroatien.   Den ligger i staden Grad Šibenik och länet Šibenik-Knins län, i den södra delen av landet, 240 km söder om huvudstaden Zagreb. Brodarica ligger 11 meter över havet och antalet invånare är 2 366.
Terrängen runt Brodarica är kuperad österut, men västerut är den platt. Havet är nära Brodarica åt sydväst. Runt Brodarica är det ganska tätbefolkat, med 62 invånare per kvadratkilometer. Närmaste större samhälle är Šibenik, 5,4 km norr om Brodarica. 